# 多瑙里
多瑙里 是一个喬治亞貴族家族，九世紀時東部省份卡赫蒂的兩個執政的王子屬於該家族。它是後來的貴族家族瓦奇纳泽的起源，而且，可能也是巴巴迪什维利家族的起源。
根據中世紀的喬治亞編年史，多瑙里家族起源於加爾達巴尼地區。多瑙里家族的两位王子是：塞缪尔和加百列。